# 地球のまん中
地球のまん中は、児童文学作家である広越たかし（廣越たかし）が、作詞作曲した児童唱歌。
主に、作者である広越氏が参加していたアルプス子ども会で歌われているが、YMCA、ボーイスカウトなど、全国のキャンプでも歌われている。
広越は、同会では「のんべ」というあだ名で呼ばれており、この他にも作曲をしている。
記憶を元に伝えられているため、歌っている団体などによって、若干間違ったまま歌われていることも少なくない。

## 歌詞
正しい歌詞地球のまん中
作詞・作曲/広越たかし （'82年）
1
★いつも心をふるわせていよう
　
たいくつなんかまどからすてて
たのしいことも　かなしいことも
心いっぱいうけとめよう
風のようにはしれ　とおく
鳥のようにうたえ　たかく
森のようにねざせ　ふかく
新しい時代が　はじまる

2
（★くりかえし）
涙を忘れ　笑いもせずに
生きていくならまるで人形
空はあおく　山はみどり
川は流れ　ひざしあふれ
あたりまえのことの中に
新しい生命が　生まれる

3
（★くりかえし）
広い地球の　ここがまん中
生きてることは　ふしぎなこと
まぶたとじて　空をみれば
渦をまいて　もえるひかり
それはぼくを　つつむ宇宙
ぼくのまわりに世界はある

☆いつも心をふるわせていよう
たいくつなんかまどからすてて
広い地球の　ここがまん中
生きてることは　ふしぎなことさ
（☆くりかえし）